# Special Olympics Myanmar
Special Olympics Myanmar ist ein Verband von Special Olympics International, der Kindern und Erwachsenen mit geistiger Beeinträchtigung und Mehrfachbeeinträchtigung das ganze Jahr hindurch die Ausübung olympischer Sportarten anbietet. Ziel des Verbands ist, seinen Athleten durch den Sport zu ermöglichen, dass sie körperlich fit bleiben, sich an ihren Erfolgen freuen können, ihre Fähigkeiten unter Beweis stellen sowie neue Freundschaften und Beziehungen knüpfen können. Der Verband betreut auch seine Athletinnen und Athleten bei nationalen und internationalen Special Olympics Wettbewerben und hat seinen Sitz in den Yangon.

## Geschichte
Der Verband Special Olympics Myanmar wurde 2004 gegründet. Er wird durch Spenden von Special Olympics International und den Direktoren von Special Olympics Myanmar finanziert.

## Aktivitäten
Im Jahr 2016 waren 3092 Athletinnen, Athleten und Unified Partners sowie 340 Trainer im Verband registriert. 
Special Olympics Myanmar bietet folgende Sportarten an: Boccia, Bowling, Fußball, Leichtathletik und Schwimmen.
Der Verband nimmt an mehreren Programmen von Special Olympics International teil, nämlich an Athlete Leadership, Young Athletes und Family Support Network.

### Teilnahme an vergangenen Weltspielen
- 2007 Special Olympics World Summer Games, Shanghai, China
- 2011 Special Olympics World Summer Games, Athen
- 2015 Special Olympics World Summer Games, Los Angeles, USA (9 Athletinnen und Athleten)
- 2019 Special Olympics, World Summer Games, Abu Dhabi (9 Athletinnen und Athleten)[2]

### Teilnahme an den Special Olympics World Summer Games 2023 in Berlin
Der Verband Special Olympics Myanmar hatte seine Teilnahme an den Special Olympics World Summer Games 2023 in Berlin zwar angekündigt, dann aber doch abgesagt.